# Aeroportul Internațional Amílcar Cabral
Aeroportul Internațional Amílcar Cabral (IATA: SID, ICAO: GVAC) este un aeroport din Sal⁠(d), Barlavento Islands⁠(d), Republica Capului Verde ce deservește zona Espargos⁠(d). Aeroportul a fost tranzitat în 2024 de 1.336.994 de pasageri. A fost deschis în 1939 și numit după Amílcar Cabral⁠(d).
Situat la o altitudine de 56 m, aeroportul dispune de 1 pistă. Este operat de Aeroportos e Segurança Aérea⁠(d).

## Infrastructură

### Piste
Aeroportul dispune de o singură pistă. Pista 01/19 are suprafața de asfalt și dimensiunile 3.000 m × 45 m. 